# 共産主義労働者党
共産主義労働者党（きょうさんしゅぎろうどうしゃとう、略称：共労党）は、日本の新左翼党派の一つ。1966年に設立され、1971年に分裂した。

## 概要
- 指導者: 内藤知周、白川真澄、いいだももなど。
- 大衆組織: プロレタリア青年同盟（プロ青同）
- 学生組織: プロレタリア学生同盟（プロ学同）
- 機関紙誌:『統一』。

1966年11月、構改派系（社会主義革新運動の一部）と、ソ連派系（「日本のこえ」左派）が統一して結成された。結党当初はベ平連と密接な関係があり、共労党に党籍をおきながらベ平連に参加したメンバーとしてはいいだももや吉川勇一、栗原幸夫、武藤一羊、花崎皋平らがいる。この点について、共労党学生組織のプロレタリア学生同盟（プロ学同）に属していた岡留安則は共労党のマヌーバ戦略であったとしている。プロ学同には他に笠井潔や亀和田武らがおり、法政大学を拠点としていた。
その後九州・岡山・京都・大阪・愛知などで活動を展開していたが、70年安保闘争の総括をめぐり党内で対立が激化し、1971年12月に共労党は以下の三派に分裂し、解体した。
- 労働者革命派：樋口篤三らが中心であり、右派とされる。後に労働者党全国委員会へと名称を変更した。機関誌は『革命の炎』。80年代末には組織は自然消滅状態になったようである。
- プロレタリア革命派（プロ革派）：白川真澄らが中心であり、中間派とされ、分裂後は共労党の主流派となった。共産主義労働者党全国協議会が正式な名称である。機関紙は『統一』。
- 赤色戦線派：いいだももらが中心であり、左派とされる。設楽清嗣や笠井潔らが所属した。機関紙は『赤色戦線』。プロ学同中心で結成されたものの、メンバーも少なく結成直後から組織活動は停滞した。その状況を嫌悪したいいだももは組織を投げ出し指導を放棄して離脱した。残存メンバーはその後三里塚闘争（成田闘争）を中心に活動したが、80年代末までには組織は自然消滅した。

プロ革派の青年組織となっていたプロ青同は1978年3月26日、成田闘争において第4インターや共産同戦旗派（通称荒派）と「赤ヘル三派」を組んで管制塔を占拠、成田空港の開港を延期させた。議会政治には「原発いらない人びと」や「平和:市民」などを通じて関わった。1996年、プロ革派は「自治・連帯・エコロジーをめざす政治グループ・蒼生（蒼生）」（機関紙「グローカル」）に改称、虹と緑やみどりの会議（現：みどりのテーブル）、みどりの未来、緑の党グリーンズジャパンに、白川や宮部彰などの役員を出していた。

## ヘルメット

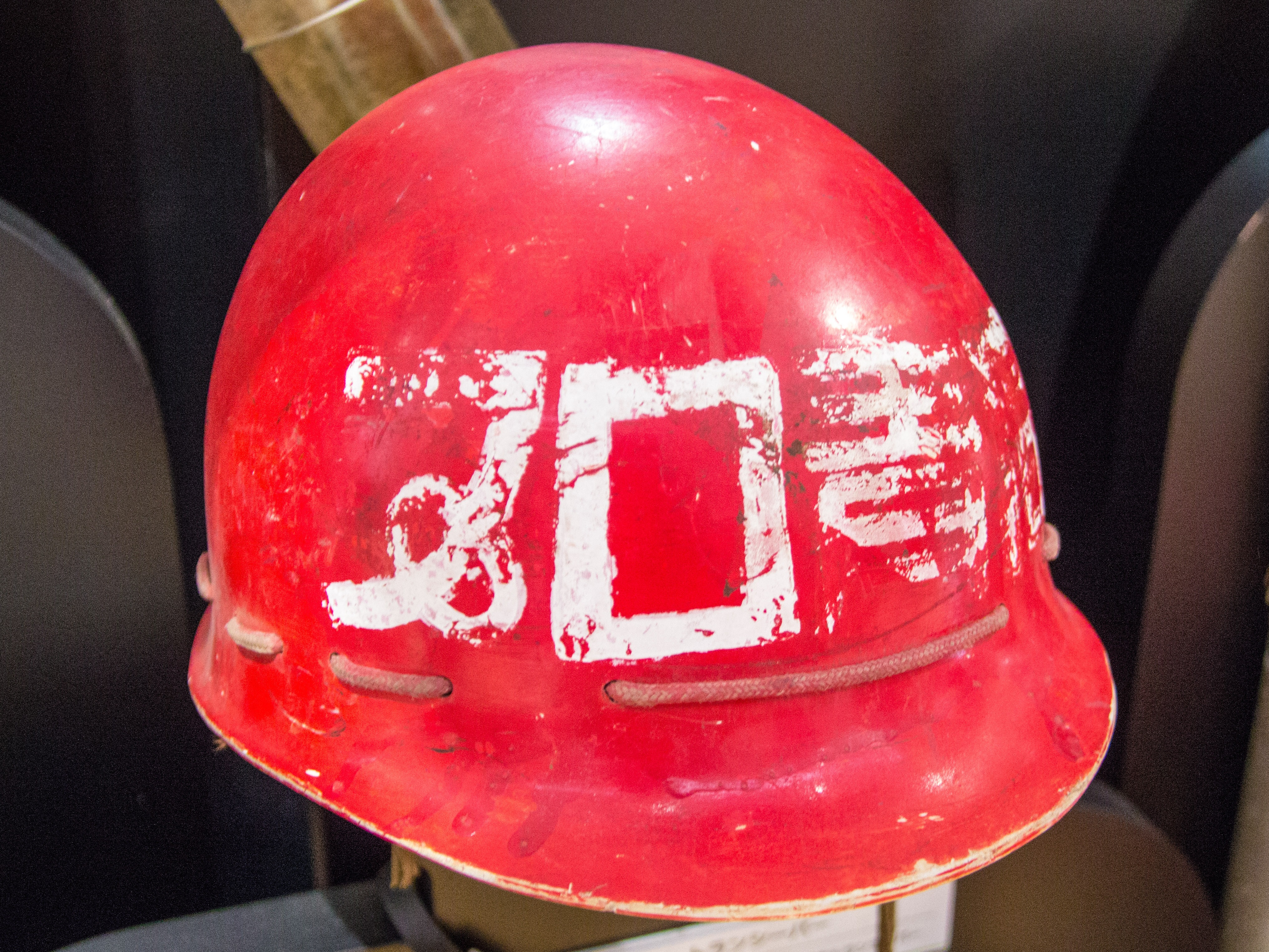
プロ青同ゲバヘル（成田空港 空と大地の歴史館）

共労党の学生組織は当初、日本共産党から脱党した志賀義雄らが結成したソ連派の組織「日本のこえ」の学生組織「民主主義学生同盟」内の左派によって構成されており、1968年3月より共労党傘下の学生組織として学生は民学同の白色のヘルメットを用いていたが、後に構改派の緑色に変更している。1969年3月プロ学同結成に伴い新たに緑地に白字の「プロ学同」と描かれたヘルメットを用いた。
1970年1月19日、共労党は機関誌「統一」において「革命戦士の共通の色赤ヘルに 」と題し、かつての運動の総括を踏まえより先鋭的な運動継続の意思表明として「総反乱の時代であり、それを象徴するものとして闘う者の共通の色･赤色」と規定し、プロ学同はヘルメットの色を赤色に変更した。
一説には、1969年11月16日から17日にかけて行われた佐藤首相訪米阻止闘争いわゆる「11月決戦」の際、大阪の扇町公園での統一集会から街頭に出たプロ学同の突撃隊が機動隊と正面からぶつかりプロ学同に所属していた岡山大生の糟谷孝幸が死亡した為その後、プロ学同内では追悼の意味を込めて赤色に変更したとされる。
| 組織                                        | 前面     | 後面   |
| ------------------------------------------- | -------- | ------ |
| 民主主義学生同盟（左派）初期型              | 民学同   | DSL    |
| 民主主義学生同盟（左派）後期型              | 民学同   | DSL    |
| プロレタリア学生同盟（1969年3月–1970年1月） | プロ学同 | PSL    |
| プロレタリア学生同盟（1970年1月–）          | プロ学同 | PSL    |
| プロレタリア青年同盟（プロレタリア革命派）  | プロ青同 | PYL    |
| 三里塚を闘う青年先鋒隊（プロ青同）          | ★        | 先鋒隊 |
| 共労党 赤色戦線派                           | 赤色戦線 | RF     |

## 参考
- 武藤一羊「原点としての朝鮮戦争」（池田浩士・天野恵一編『検証【昭和の思想】V』社会思想社1974年
- 岡留安則vs松岡利康『〔闘×論〕スキャンダリズムの眞相』鹿砦社2001年